# Villemotier
Villemotier is een gemeente in het Franse departement Ain (regio Auvergne-Rhône-Alpes) en telt 508 inwoners (2004). De plaats maakt deel uit van het arrondissement Bourg-en-Bresse.

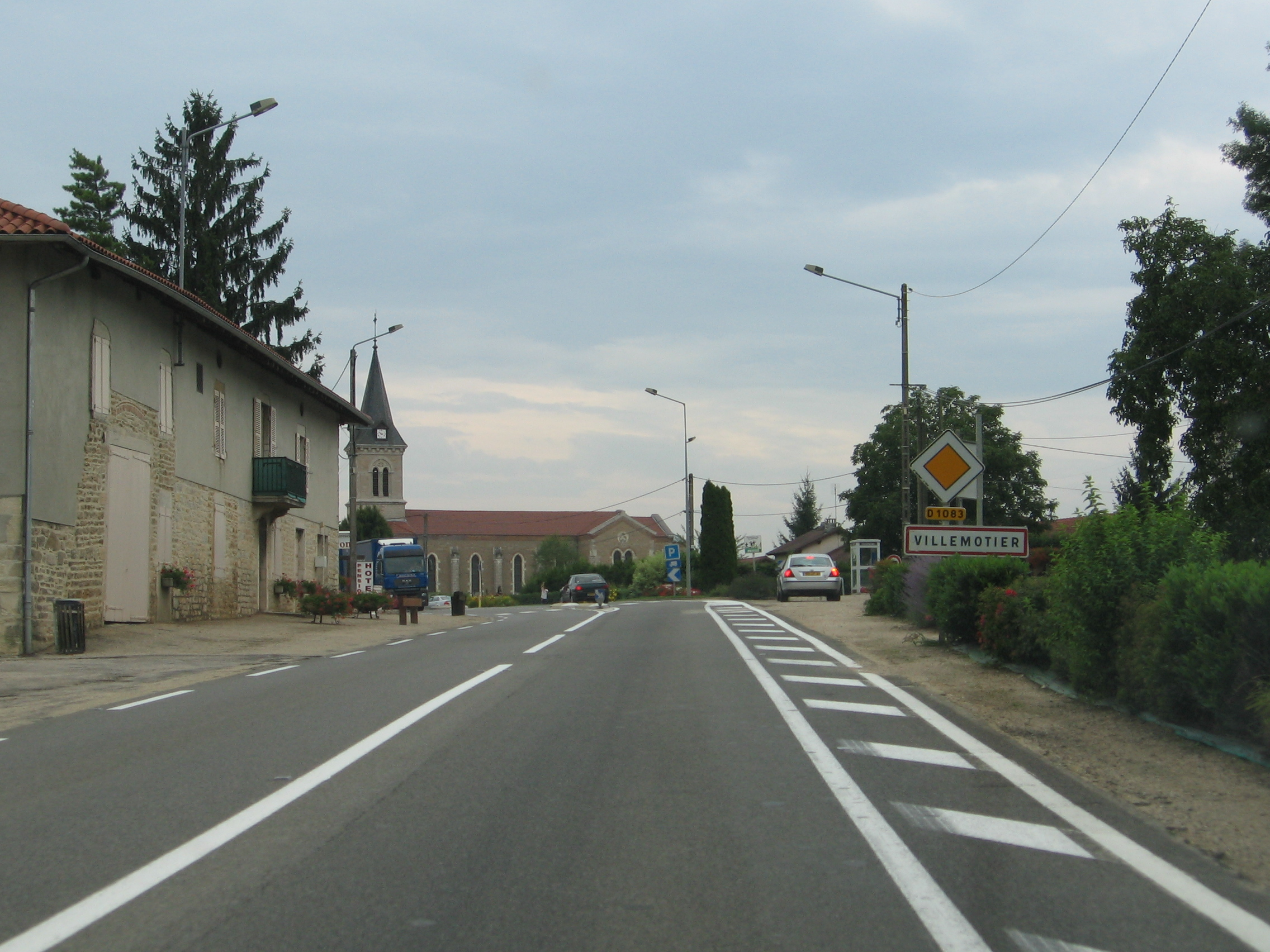
Villemotier

## Geografie
De oppervlakte van Villemotier bedraagt 14,0 km², de bevolkingsdichtheid is 36,3 inwoners per km².
De onderstaande kaart toont de ligging van Villemotier met de belangrijkste infrastructuur en aangrenzende gemeenten.

## Demografie
Onderstaande figuur toont het verloop van het inwonertal (bron: INSEE-tellingen).
Vanwege een beveiligingsprobleem met de MediaWiki Graph-software is het momenteel niet mogelijk deze grafiek weer te geven. Zodra de software is bijgewerkt zal de grafiek vanzelf weer zichtbaar worden.
1. ↑  Populations de référence 2022.